# Wysokogorsk
Wysokogorsk (ros. Высокого́рск) – rosyjska wieś (ros. село, trb. sieło) w rejonie kawalerowskim (Kraj Nadmorski). 
W 2010 roku liczyła 293 mieszkańców.